# Casole d’Elsa
Casole d’Elsa település Olaszországban, Toszkána régióban, Siena megyében. Tengerszint feletti magassága 417 m, lakossága mintegy négyezer fő a közigazgatásilag Casole d'Elsához tartozó településekkel együtt. Lakosainak száma 3715 fő (2023. január 1.). Casole d’Elsa Chiusdino, Colle di Val d’Elsa, Monteriggioni, Pomarance, Radicondoli, Sovicille, Volterra és Castelnuovo di Val di Cecina községekkel határos.

## Fekvése
Sienától nyugatra, San Gimignano 25 km, Volterra 25 km távolságra fekszik tőle. Egy dombtetőn épült település.

## Története

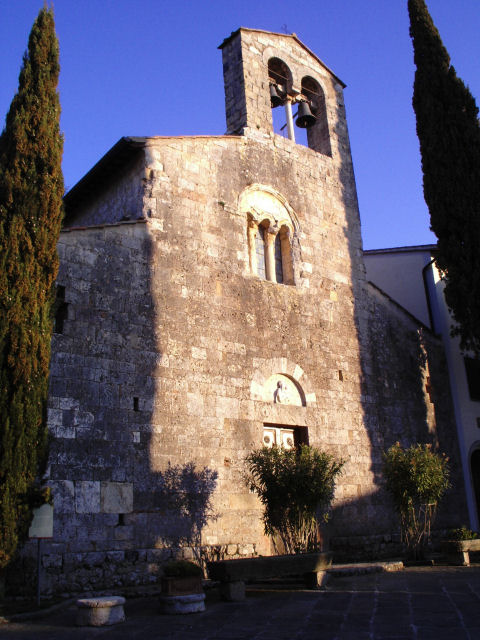

Casole d'Elsa már az etruszkok alatt is lakott település volt. 1200 körül a Volterrai Püspökség fennhatósága alá tartozott. Casole d'Elsa városáért hosszú időn át volt versengés Volterra és Firenze között, végül Siena uralma alá került. Ebben az időszakban erősítette meg Siena Casole d'Elsa városfalát.
A város kőfallal körülvett részének alaprajza körte formájú, területe 130 méter széles és 420 méter hosszú. A kőből épült városfal egyes szakaszai Casole d'Elsa körül mindmáig fennmaradtak. A kőfalon belül széles főutca kötötte össze a mára már nem látható két városkaput: a déli Rivellino Kaput, amely a második világháború során semmisült meg, ugyanis bombatalálat érte, és az északi Frati Kaput.

## Nevezetességek
- Városfal
- Prétorok Háza (Palazzo Pretorio)
- Casolani-Berlinghieri-Scheggi Palota
- Santa Maria Assunta Collegiata
- Szent Miklós templom
- Szent Péter templom.
- Erőd - A város egyik legrégebbi épülete, amelyben ma az Önkormányzat működik.

## Galéria

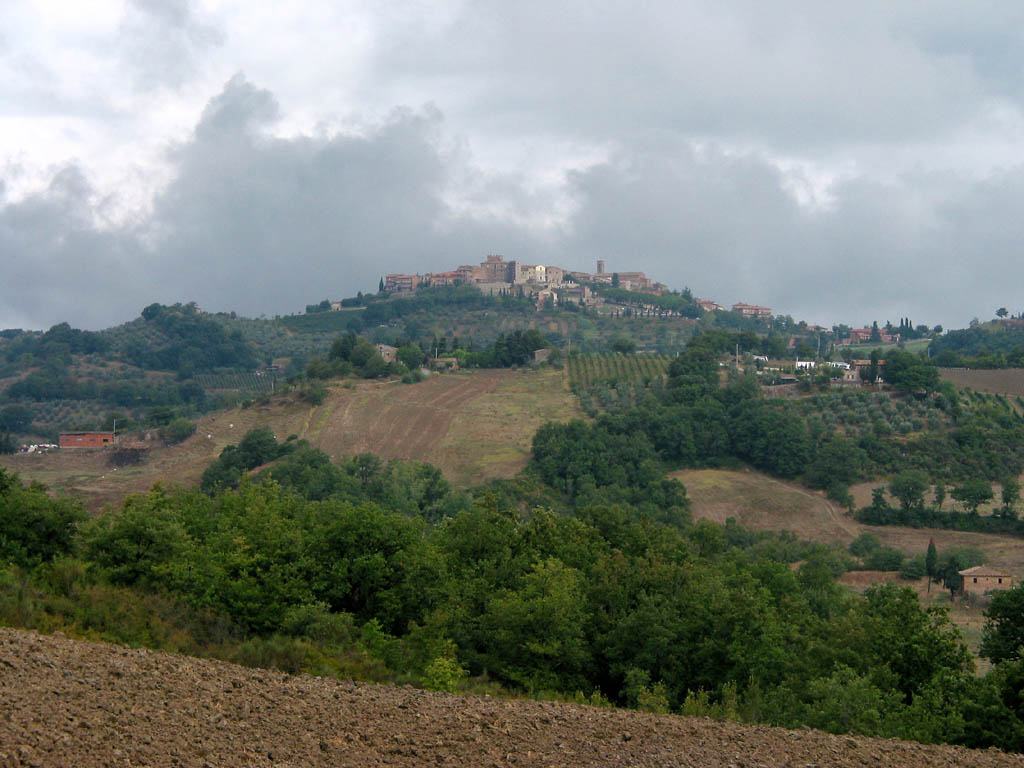
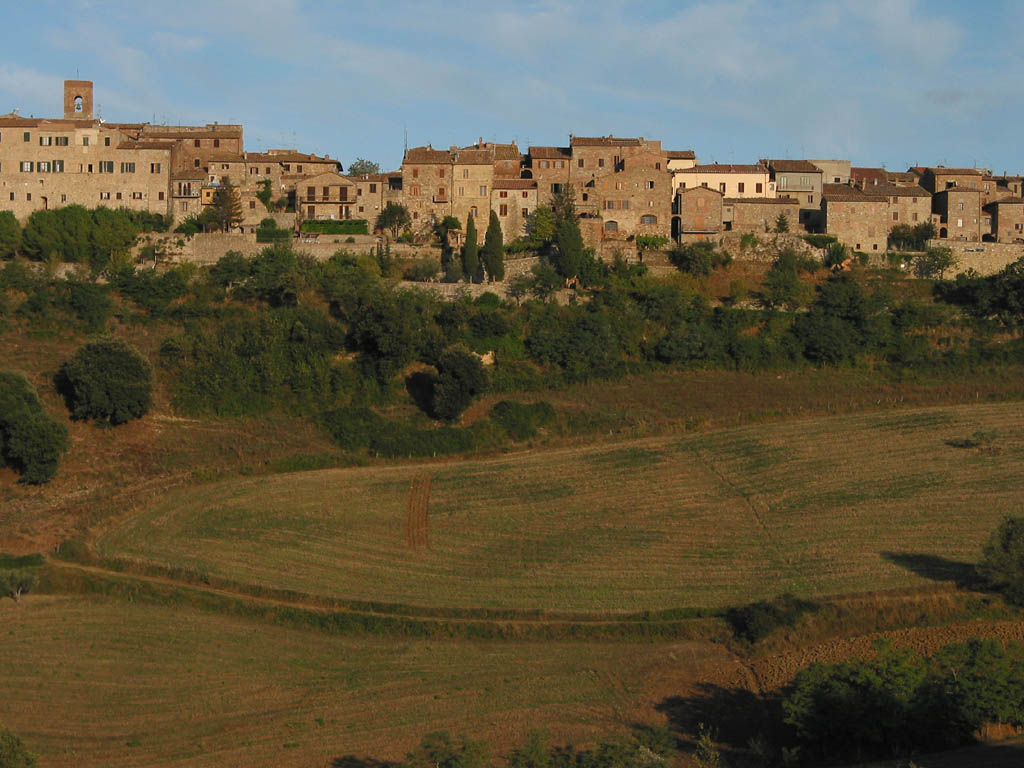
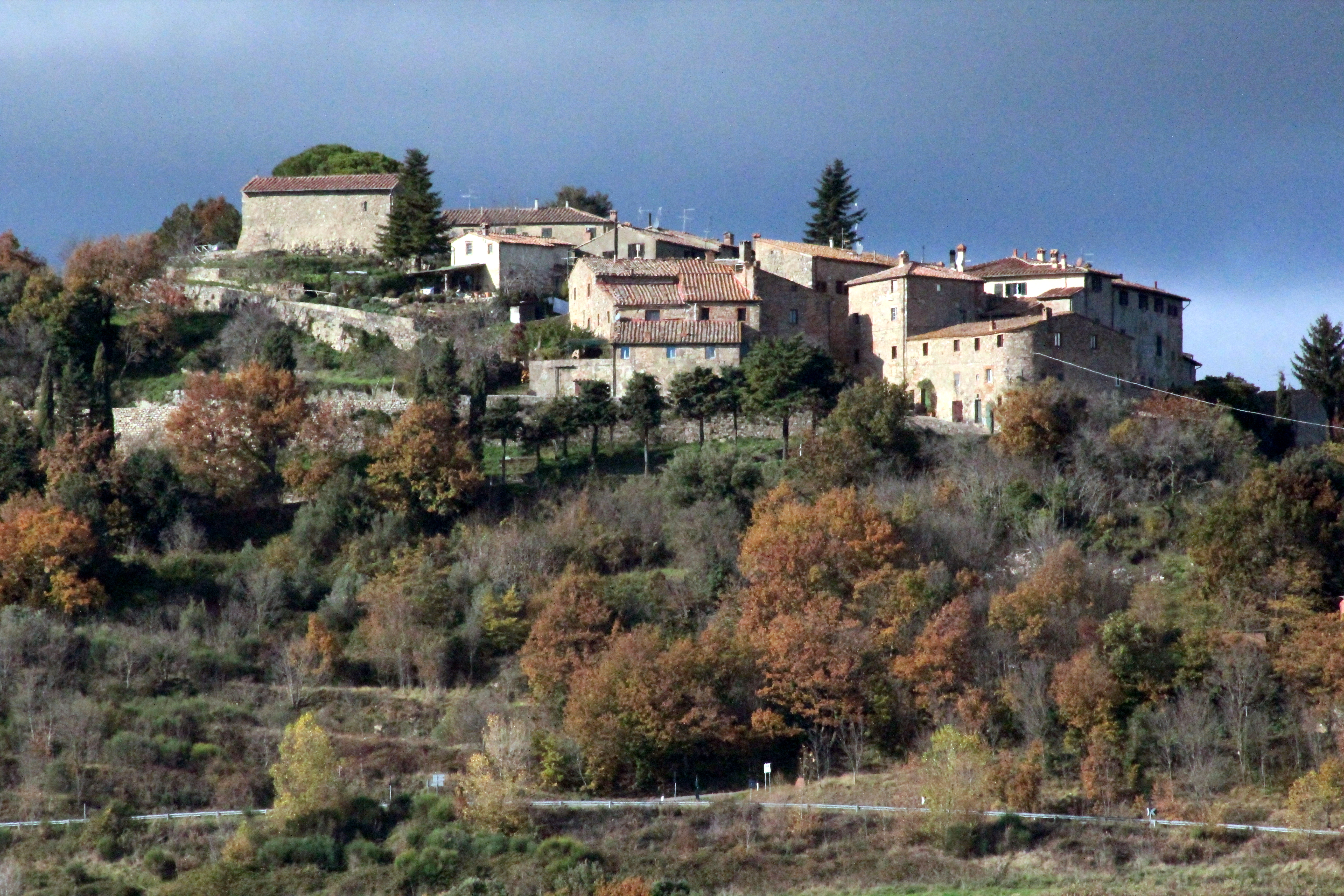
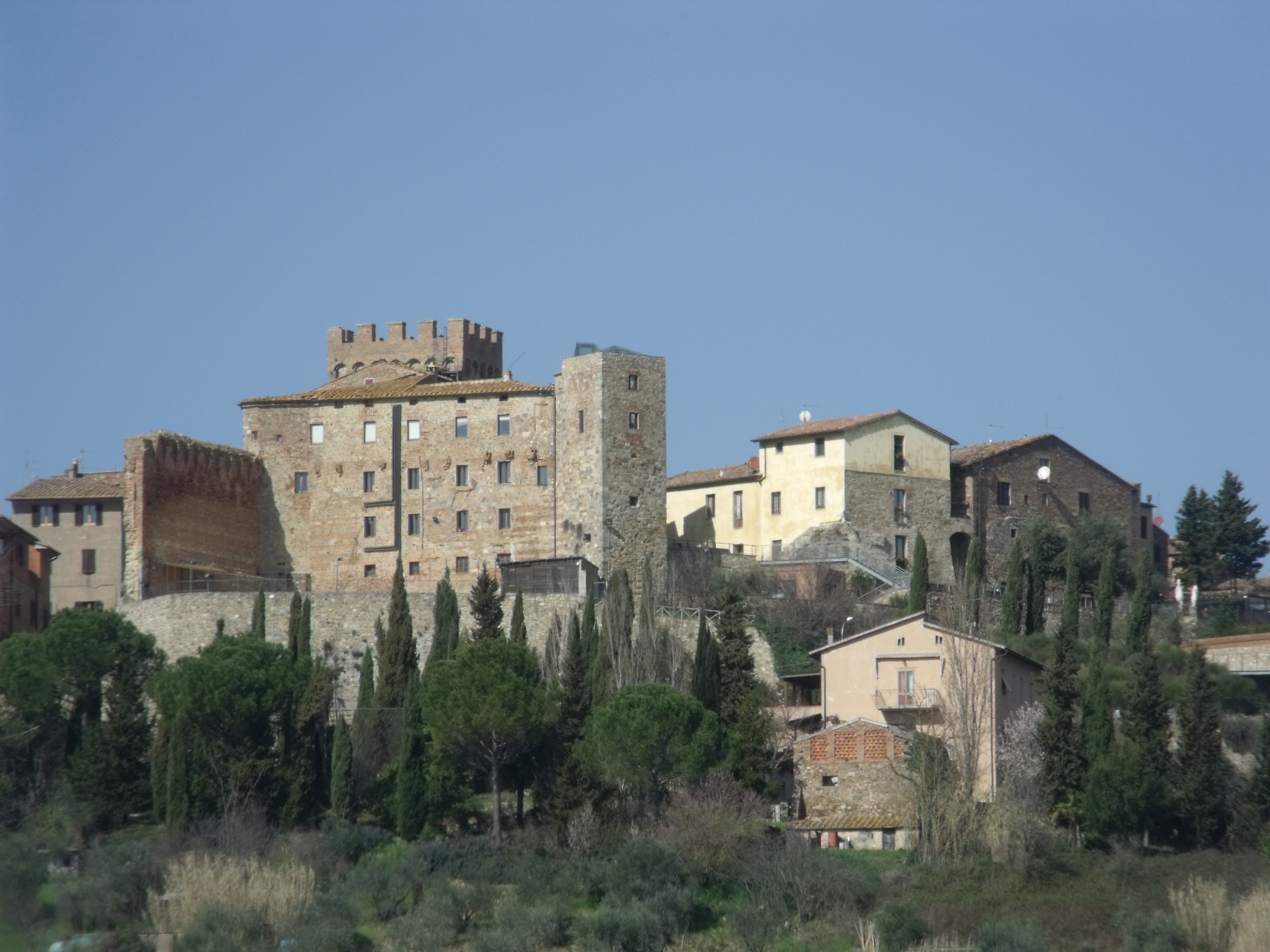
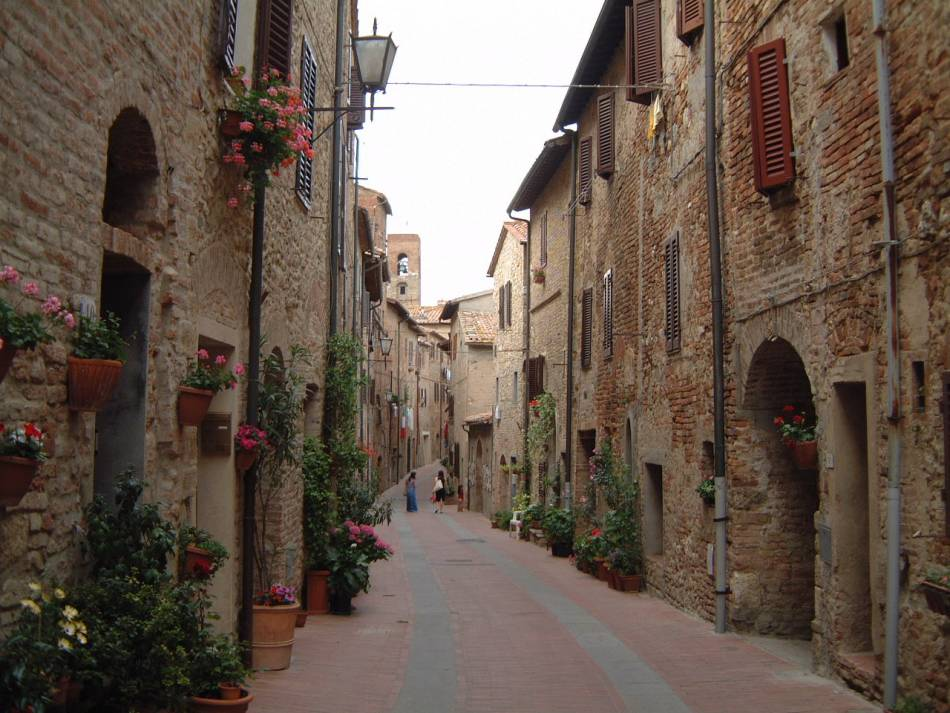
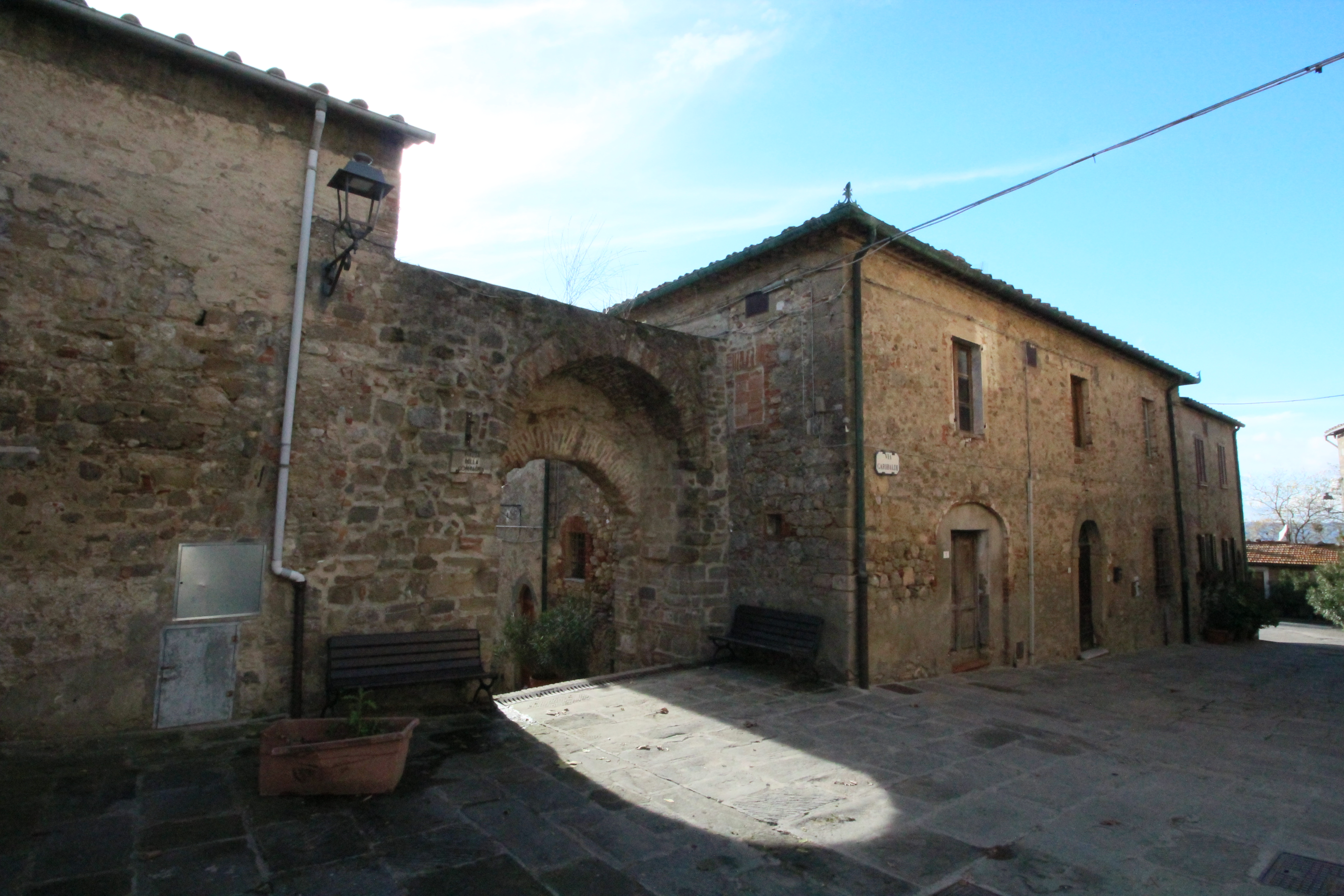
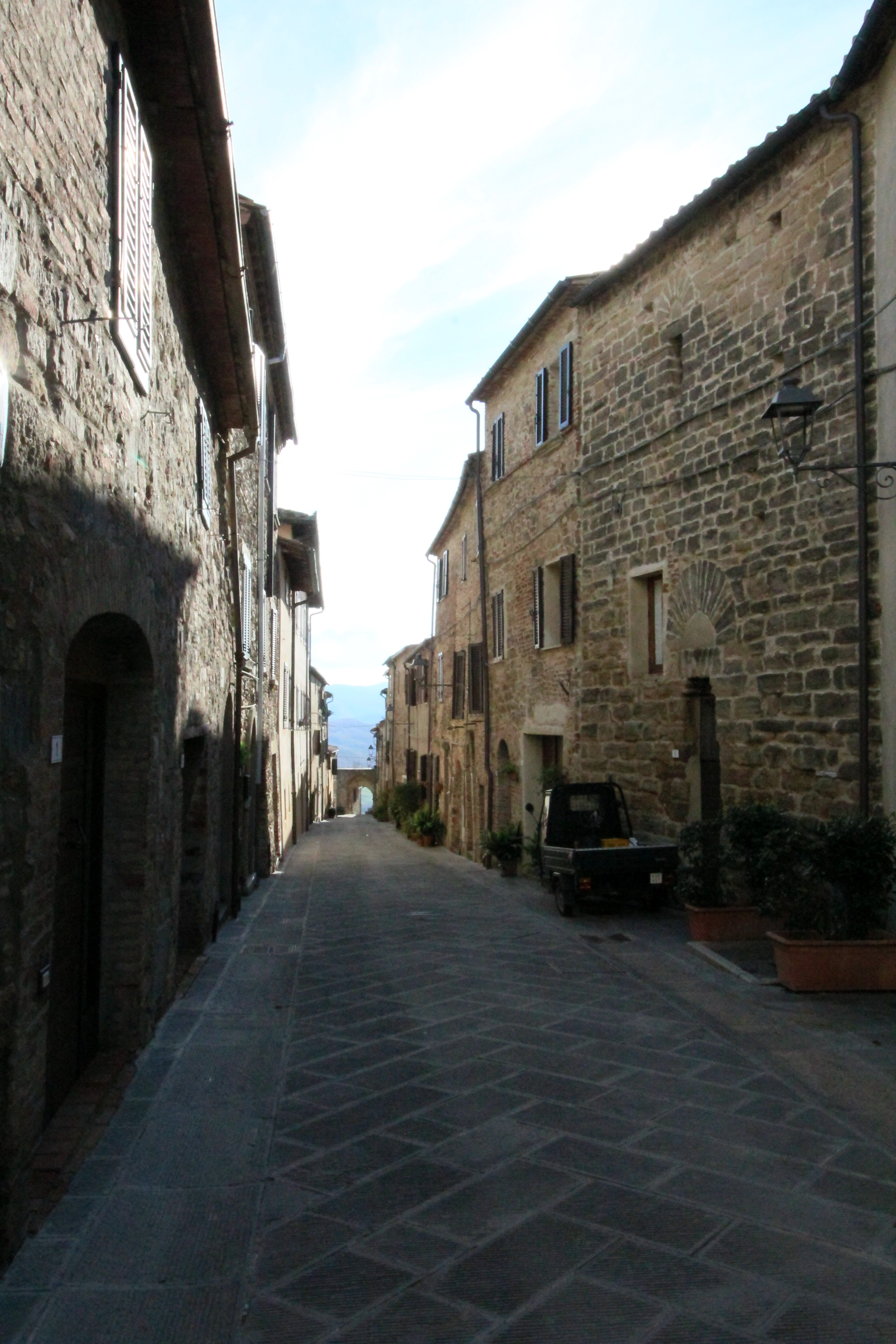
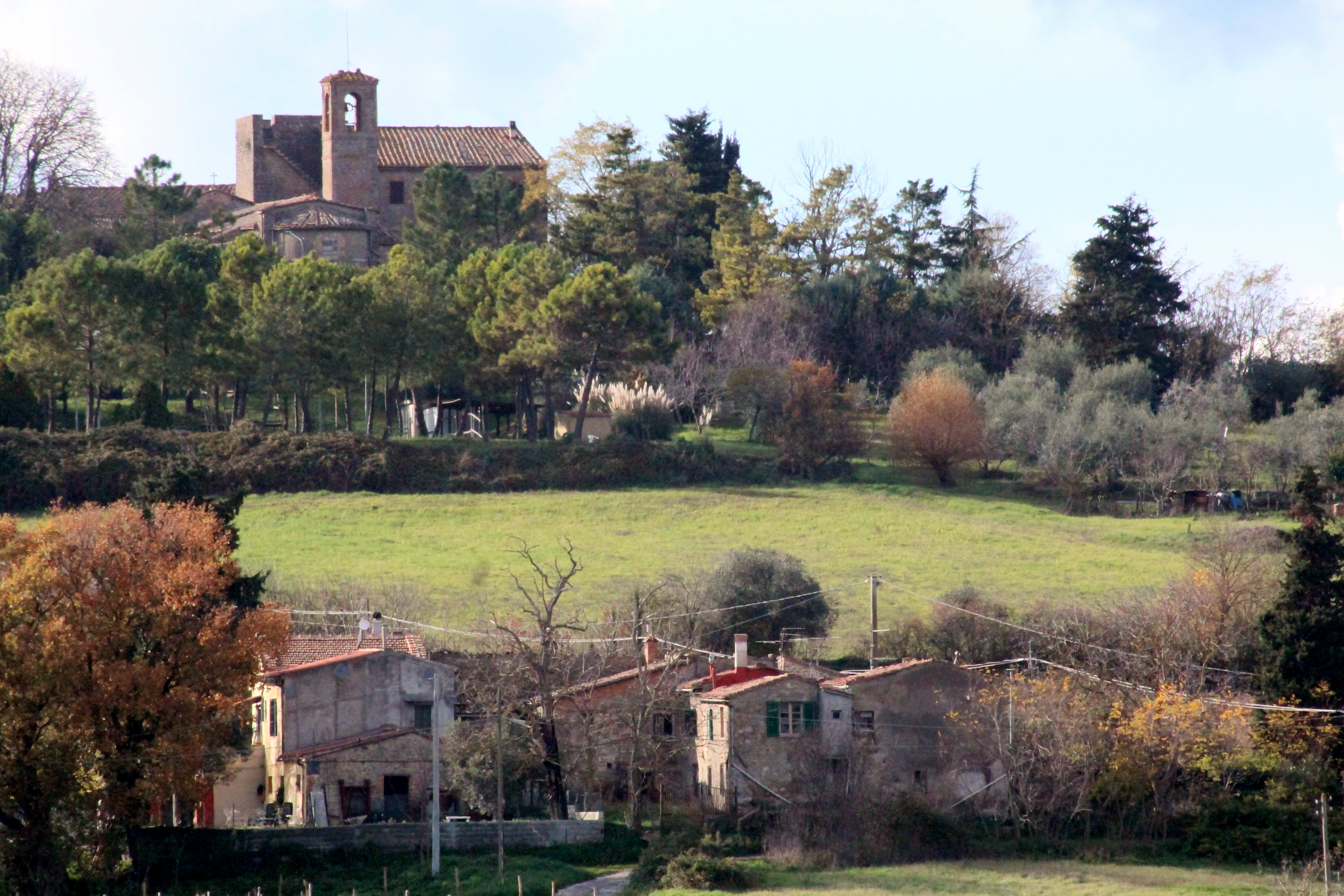
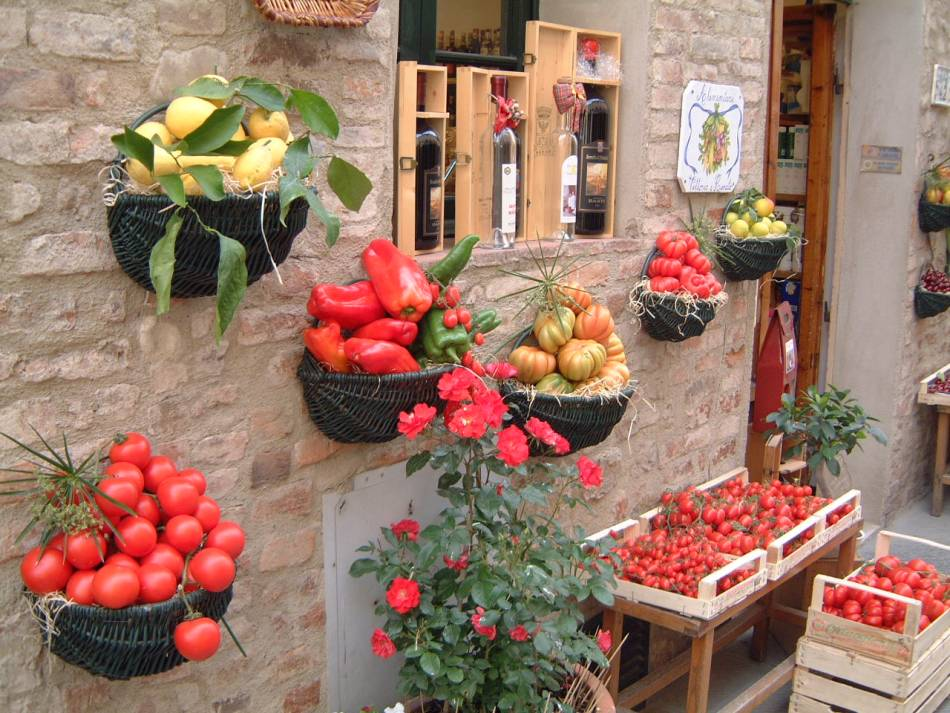